# Mikita Talapila
Mikita Uladzimiravitj Talapila, belarusiska: Мікіта Уладзіміравіч Талопіла, eller Nikita Vladimirovitj Tolopilo, ryska: Никита Владимирович Толопило, född 6 april 2000, är en belarusisk professionell ishockeymålvakt som är kontrakterad till Vancouver Canucks i National Hockey League (NHL) och spelar för Abbotsford Canucks i American Hockey League (AHL).
Han har tidigare spelat för HK Dinamo Minsk i Kontinental Hockey League (KHL) och Södertälje SK i Hockeyallsvenskan.
Talapila blev aldrig NHL-draftad.